# Фролов, Владимир Константинович
Владимир Константинович Фролов (1850—1915) — русский музыкальный критик.

## Биография
Учился в Петербургском коммерческом училище, которое окончил в 1868 году (вместе с бароном Кусовым). В 1876 году женился на дочери ротмистра Вере Михайловне Подревской.
Служил в Государственном банке, имел чин коллежского советника. При этом, более 30 лет сотрудничал в газете Петербургский листок: в 1882 году стал вести музыкальный отдел; статьи подписывал псевдонимом Ладов. Театральными рецензентами, кроме Фролова, были также Агеевский, Ерошкин и Никифоров. Фроловым был составлен сборник материалов по истории газеты «Петербургский листок»: «За 50 лет. (1864—1914)» (СПб., 1915). Кроме этого, используя информацию из разных источников и сведения из личной переписки, он составил первый биографический очерк о Э. Ф. Направнике — ещё при жизни музыканта, который курировал процесс отбора сведений, пригодных, как он считал, для печати. Основная идея очерков о Направнике, положенная Фроловым в основу брошюры, — это общая характеристика деятельности музыканта
Умер в Петрограде 19 февраля (4 марта) 1915 года.